# Campionato francese di rugby a 15 1922-1923

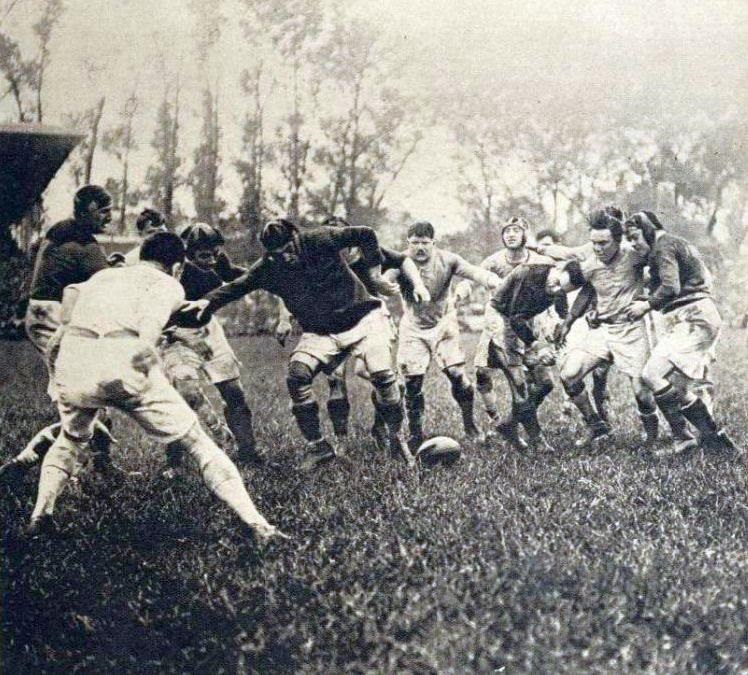
13 maggio 1923: azione di toulousain Lubin-Lebrère durante la finale di campionato

Il Campionato francese di rugby a 15 di prima divisione 1922-1923 fu vinto dallo Stade toulousain che sconfisse l'Aviron bayonnais in finale.

## Contesto
Il Torneo delle Cinque Nazioni 1923 fu vinto dall'Inghilterra, la Francia fu terza con una vittoria contro l'Irlanda.

## Formula
Parteciparono trenta squadre suddivise in sei gruppi di 5, con partite di sola andata.
Vennero assegnati 3 punti per la vittoria, 2 per il pareggio, 1 per la sconfitta e 0 per il forfait
Alla seconda fase furono ammesse le vincenti di ogni girone e furono divise in due gruppi di cinque, le vincenti dei due gironi furono ammesse alla finale.

## Prima fase
Trenta club parteciparono a questo campionato. Ventiquattro arrivarono dai campionati regionali e 6 da spareggi
- Gruppo A
  - Stade toulousain 11 pts,
  - FC Grenoble 10 pts,
  - CA Bègles 8 pts
  - Boucau Stade 7 pts,
  - SU Agen 4 pts

- Gruppo B
  - Aviron bayonnais 10 pts
  - US Perpignan 10 pts
  - FC Lourdes 10 pts,
  - US Cognac 6 pts
  - Olympique Périgueux 4 pts

Spareggio:
- - Aviron bayonnais - US Perpignan 6-3

- Gruppo C
  - Biarritz olympique 12 pts
  - AS Béziers 9 pts
  - SC Albi 9 pts
  - SA Bordeaux 6 pts
  - FC Moulins 4 pts

- Gruppo D 
  - Racing C.d.F. 12 pts
  - US Dax 10 pts
  - RC Toulon 8 pts
  - Lézignan 6 pts
  - RC Chalon 4 pts

- Gruppo E
  - AS Carcassonne 10 pts
  - CA Périgueux 9 pts
  - Section paloise 9 pts
  - Toulouse OEC 8 pts,
  - Stade français 4 pts

- Gruppo F
  - Stadoceste tarbais 12 pts
  - RC Narbonne 10 pts
  - Stade bordelais 7 pts
  - Olympique Paris 6 pts
  - Stade nantais 5 pts

## Gruppi da 3
La fase di qualificazione terminò con due gruppi de tre. Le finaliste furono le stesse dell'anno precedente: Lo Stade tolousain e l'Aviron bayonnais.
- Gruppo A
  - Stade toulousain 6 pts,
  - AS Carcassonne 3 pts,
  - Biarritz olympique 3 pts
- Gruppo B
  - Aviron bayonnais 6 pts,
  - Racing CF 4 pts,
  - Stadoceste tarbais 2 pts

## Finale
| Arbitro: | Gilbert Brutus |

| |            | |
| mete: A.Jauréguy | Marcatori  | |
| André Maury Jean Bayard Gabriel Serres André Pépion Marcel-Frédéric Lubin-Lebrère Jean Larrieu Alfred Prévost Alex Bioussa Bernard Bergès Henri Galau Joseph Dournac Léon Nougal François Borde Adolphe Jauréguy Yvan Saverne | Formazioni | Edouard Lahirigoyen Pierre Magens Marcel Forgues Silvano Andia Henri Suhubiette Eugène Landrieu Jean-Baptiste Salles Jean Etcheparre Angel Sarratte Eugène Billac Laurent Pardo Jean Bentaberry André Béhotéguy Jean Arnaudin Henry Edward Roe |